# Magdalena Woźniczka
Magdalena Woźniczka (11 de abril de 1997) é um voleibolista profissional polonês, jogador posição ponteira. 
Sua irmã gêmea Maria também é jogadora de vôlei.